# Xochicalco
Xochicalco er en tempelpyramidekonstruktion i staten Morelos i det centrale Mexico, omkring 90 km syd for Mexico City og tredive kilometer fra Cuernavaca. Navnet kommer fra nahuatl og betyder placeringen af blomsternes hus. Xolchicalco blev i 1999 optaget på UNESCOs Verdensarvsliste.
Et specielt lysfænomen kan observereres i Xochicalcos ofrerum i den centrale pyramide ved sommersolhverv, hvor hele rummet bliver fyldt med lys. Også andre lysfænomener kan observeres ved andre af månens forskellige faser.
Xochicalco var sammen med Malinalco og Teotihuacan, center for præster i føraztekisk tid i Central Mexico. 
18°48′16″N 99°17′48″V / 18.80431°N 99.29664°V